# Medinilla homoeandra
Medinilla homoeandra är en tvåhjärtbladig växtart som först beskrevs av Otto Stapf, och fick sitt nu gällande namn av Madhavan Parameswarau Nayar. Medinilla homoeandra ingår i släktet Medinilla och familjen Melastomataceae. Inga underarter finns listade i Catalogue of Life.